# 东南大学生物科学与医学工程学院
东南大学生物科学与医学工程学院的前身是韦钰创建于1984年10月的生物科学与医学工程系，2006年8月改为学院。学院设生物医学工程一级学科博士学位点及七个二级学科博士点，并设生物医学工程博士后流动站。学院有生物电子学国家重点实验室、江苏省生物材料与器件重点实验室等科研机构。东南大学生物医学工程一级学科为国家重点学科，在2006年和2012年的教育部学科评估中均排名第1。